# William Henry Vanderbilt
William Henry Vanderbilt (8 de mayo de 1821 - 8 de diciembre de 1885) fue un magnate estadounidense, miembro de la prominente familia Vanderbilt. Su padre, Cornelius Vanderbilt, le dejó en herencia el Ferrocarril central de Nueva York, así como otros ferrocarriles.

## Biografía
William Vanderbilt nació en Nuevo Brunswick (Nueva Jersey). En 1841, se casó con Maria Louisa Kissam (1821-1896), la hija de un ministro presbiteriano, con quien tuvo ocho hijos: cuatro hombres y cuatro mujeres.
En 1877, heredó cerca de 100 millones de dólares de su padre, magnate ferroviario y patriarca, El Comodoro Cornelius Vanderbilt. Incrementó este patrimonio a casi $194 millones a su muerte, menos de nueve años después. Al momento en que falleció, era el hombre más rico del mundo. Si se toma en cuenta la inflación, su patrimonio lo convertiría en el cuarto hombre más rico de todos los tiempos.

## Carrera
Su padre supervisó su capacitación empresarial que se inició cuando tenía 18 años como funcionario de un banco en Nueva York, trabajo que mantuvo entre 1839 a 1842, cuando su padre le compró una granja de 75 acres cerca de New Dorp, Staten Island, Nueva York.
Tras unirse a la directiva del Ferrocarril del Staten Island, fue elegido presidente del mismo en 1862, logrando desde ese puesto conectarlo con el ferrocarril de Nueva York por medio de una línea de ferrys. En 1865, fue nombrado vicepresidente del Ferrocarril del río Hudson, vicepresidente del Ferrocarril central de Nueva York y del Ferrocarril del río Hudson en 1869 y presidente en junio de 1877, sucediendo a su padre como presidente de los ferrocarriles del Lago Shore y del sur de Míchigan, del sur de Canadá y del centro de Míchigan.

## Filantropía
Su fortuna al momento de su muerte estaba estimada en 200 millones de dólares. En 1880, canceló todos los gastos evaluados en 100 000 dólares para la instalación de la Aguja de Cleopatra en el Central Park. Ese mismo año, donó 100.000 dólares para financiar la Escuela Teológica de la Universidad Vanderbilt, que su padre había empezado a dotar.
En 1884, donó 500.000 dólares para financiar la escuela de medicina en conexión con el Colegio de Médicos y Cirujanos en la Universidad de Columbia. Por testamento, legó 200.000 dólares a la Universidad Vanderbilt, 100.000 dólares a Sociedad Misionera Doméstica y Extranjera de la Iglesia episcopal, 100.000 dólares al Hospital Saint Luke de Nueva York, 100.000 dólares a la Asociación de Jóvenes Cristianos de Nueva York, 100.000 al Metropolitan Museum of Art en Nueva York, 50.000 dólares al Museo Americano de Historia Natural y 250.000 dólares a otras instituciones religiosas y caritativas.

## Muerte
En 1883, Vanderbilt renunció a todas las presidencias de sus compañías e hizo que sus hijos fueran nombrados directores, aunque dejó los negocios cotidianos a hombres experimentados nombrados presidentes.
Falleció el 8 de diciembre de 1885 en Nueva York. Fue enterrado en el mausoleo de la familia Vanderbilt en el cementerio Moravian en New Dorp (Staten Island). Su patrimonio fue dividido entre sus ocho hijos y su esposa, correspondiendo la mayor parte del mismo a sus dos hijos mayores William Kissam Vanderbilt II (este fue famoso por fundar el primer trofeo de automovilismo de los Estados Unidos, la Copa Vanderbilt) y Cornelius Vanderbilt II.

## Propiedades más importantes
- Ferrocarril de Chicago, Burlington y Quincy
- Ferrocarril de Chicago y del sur de Canadá
- Ferrocarril de Detroit y Bay City
- Ferrocarril del río Hudson
- Puente del río Hudson
- Ferrocarril de Joliet e Indiana del Norte
- Ferrocarril de Míchigan Midland y Canadá
- Ferrocarril central de Nueva York Central y del río Hudson
- New York Central Sleeping Car Company
- Ferrocarril de Nueva York y Harlem
- Ferrocarril de Spuyten Duyvil y Port Morris
- Ferrocarril de Staten Island